# Vinding Sogn (Vejle Kommune)
Vinding Sogn ist eine Kirchspielsgemeinde (dän.: Sogn) im südlichen Dänemark. Bis 1970 gehörte sie zur Harde Holmans Herred im damaligen Vejle Amt, danach zur Vejle Kommune im erweiterten Vejle Amt, die im Zuge der  Kommunalreform zum 1. Januar 2007 in der „neuen“  Vejle Kommune in der Region Syddanmark aufgegangen ist.
Von den 61.310 Einwohnern von Vejle  leben 4123 im Kirchspiel Vinding (Stand:1. Januar 2023). Im Kirchspiel liegt die Kirche „Vinding Kirke“.
Nachbargemeinden sind im Osten Gauerslund Sogn, im Süden Skærup Sogn, im Westen Sankt Nikolaj Sogn und im Nordwesten Mølholm Sogn.